# LSV Radom
LSV Radom – wojskowy niemiecki klub piłkarski istniejący w latach 1940–1944. Miał siedzibę w Radomiu podczas niemieckiej okupacji. Jego największym osiągnięciem było zajęcie 3. miejsca w rozgrywkach Gauliga Generalgouvernement w sezonie 1941/1942.

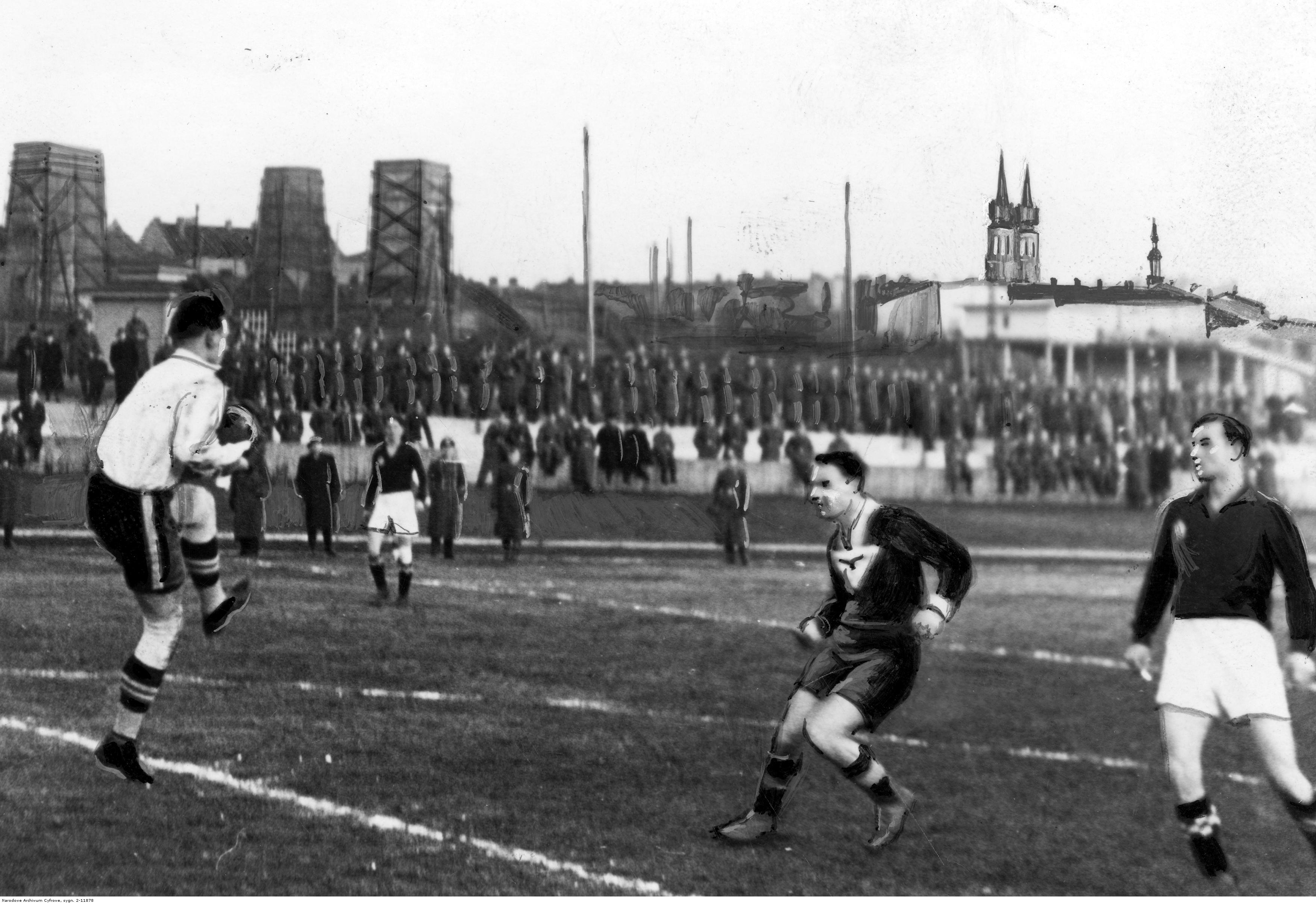
Fragment meczu LSV Radom – BSG Schwarz-Weiss Krakau na stadionie w Radomiu (1941)